# 巨额财产来源不明罪
巨額財產來源不明罪，來源於1997年修訂后的《中华人民共和国刑法》中加入的“巨額財產來源不明罪”条文。但該罪的最高刑期只有5年，因此在其立法後，備受質疑其無法有效嚇阻貪污與賄賂。故在2008年的十一屆全國人大常委會第四次會議，修法草案擬將其刑上限提高為10年。

## 案例
- 朱胜文，曾任中国哈爾濱市副市長。
- 杨达才，曾任中国陕西省安监局局长。
- 张中生，曾任中国山西省吕梁市副市长。
- 房峰辉，曾任中国中央军委联合参谋部参谋长。